# Ampang Jaya
Ampang Jaya, tên thông dụng là Ampang, là thành phố ở bang Selangor, Malaysia. Thành phố Ampang Jaya có diện tích ki lô mét vuông, dân số thời điểm năm 2010 là 804.901 người.
Đây là thành phố đông dân thứ 5 Malaysia theo dân số sau Subang Jaya, Kuala Lumpur, Klang và Johor Bahru.
Ampang Jaya là một ngoại ô của Kuala Lumpur, nó giáp một quận ở trong Kuala Lumpur cũng có tên là Ampang. Ampang thường được gọi là Phố Hàn Quốc do có một cộng đồng lớn người Hàn Quốc sinh sống ở đây.